# Důl Julius (Zastávka)
Důl Julius (dříve též Nová jáma) v Zastávce v okrese Brno-venkov byl černouhelný hlubinný důl, založený v roce 1877 Rosickou báňskou společností Láska Boží. Od roku 1967 byla na dole Julius těžba uhlí zastavena a ten se stal pomocným dolem dolu Jindřich II. Do roku 1991 sloužil jako vtažná a vodní jáma. Těžní jáma dosáhla hloubky 795,2 m, ale uhlí se pomocí slepé jámy (šibíku) těžilo z hloubky až 1030 m. V období 1991–1992 byl důl likvidován a jáma opatřena krycí železobetonovou deskou.

## Historie
V roce 1870 vznikla akciová společnost Rosická báňská společnost (RBS) v Božím Požehnání (dnes Zastávka). Společnost vznikla přeměnou Těžířstva Rytíř Herring a spol., které v roce 1866 fúzovalo s Těžířstvem Františka v Padochově. V roce 1870 byl založen hlubinný důl se svislou jámou, který byl nazván Nová jáma. V roce 1877 byla zahájena těžba a důl byl připojen železniční vlečkou o délce 0,63 km do stanice Boží Požehnání (Zastávka u Brna). V roce 1877 bylo k Nové jámě připojeno důlní pole dolu Herring v Božím Požehnání. V roce 1880 byl důl přejmenován na důl Julius, na počest Julia Rittlera, který se stal v roce 1838 správcem Těžířstva Rytíř Herring a pokračoval ve funkci i po přeměně na Rosickou báňskou společnost do roku 1880. V období 1899–1900 došlo k haváriím, především průvalům vod. Činnost dolu byla obnovena v roce 1901. V roce 1910 byla postavena nová třídírna a lanová dráha mezi doly Julius a Ferdinand. V roce 1911 pracovalo na dole Julius na 780 zaměstnanců.
V roce 1934 byl k dolu Julius připojen jako pomocná jáma důl Ferdinand. Na konci druhé světové války byl důl Julius v dubnu 1945 leteckým bombardováním těžce poškozen a zatopen. Těžbu se podařilo obnovit 17. ledna 1946. V roce 1949 byly postaveny na dole Julius nové koupelny, dílny, rozvodna a další menší objekty. V souvislosti se zahájením provozu centrální dolu Jindřich II ve Zbýšově byla na dole Julius těžba ukončena v roce 1967. Důl se stal pomocným dolem pro dopravu obsluhy k čerpadlům a dopravu materiálu. Nevyužívané zbývající objekty byly předány Juranovým závodům, Brno k výrobě hydraulického zařízení. V roce 1992 došlo k likvidaci dolu. Důl byl pro svoji typologickou, historickou a architektonickou hodnotu navržen za kulturní památku ČR. Návrh nebyl schválen. V roce 2012 proběhla plošná demolice zbývajících budov v areálu dolu. Dne 28. ledna 2013 byl jako poslední objekt dolu Julius odstřelem zbourán komín z roku 1880.

## Výstavba dolu Julius

### Jáma
Jáma byla hloubena v nepravidelném průřezu. V roce 1883 dosáhla jáma hloubky 138 metrů. V roce 1911 byla jáma prohloubena do hloubky 710 m. Roku 1952 bylo dosaženo maximální dopravní hloubky 790,19 metru. Prvních šedesát metrů jámy mělo soudkovitý průřez s cihelnou vyzdívkou, do hloubky 490 m byl průřez obdélníkový, výztuž byla z dřevěných srubů. Do konečné hloubky byl průřez kruhový 4,5 m s cihelní výztuží. V roce 1935 bylo zahájeno hloubení slepé jámy Julius. V roce 1967 byla ukončena těžba na těžní jámě Julius.
Slepá jáma Julius byla hloubena v úrovni 8. patra těžní jámy v hloubce 790,2 m, její průřez do hloubky 867 m byl soudkový s cihelnou vyzdívkou. Dále byla jáma hloubena v kruhovém průřezu (průměr 3,6 m) s výztuží z betonových tvárnic do hloubky 1102 m. V hloubce 790 m byla vybudována strojovna, ve které byl instalován elektrický dvojbubnový těžní stroj ČKD 2B 2008. Průměr lanových bubnů byl 2000 mm a šířky 880 mm, výkon elektromotoru 90 kW/ 500 V. Klece byly jednoetážové pro jeden vůz. V roce 1955 byla těžba z důlního pole převedena výhradně na slepou jámu Julius. V roce 1968 byl ukončen provoz slepé jámy a zahájena její likvidace.
V letech 1992–1993 probíhala likvidace dolu Julius. V úrovni 1. patra (258 m) byl vybudován železobetonový celík. Dne 2. září 1992 byla zahájena likvidace jámy zásypem odvalovým kamenem (hlušinou) z dolu Ferdinand. Zásyp jámy o celkovém obsahu 4555 m³ hlušiny byl ukončen 14. září 1992. Krycí deskou byla jáma uzavřena 7. prosince 1992.

### Těžní budova, strojovna

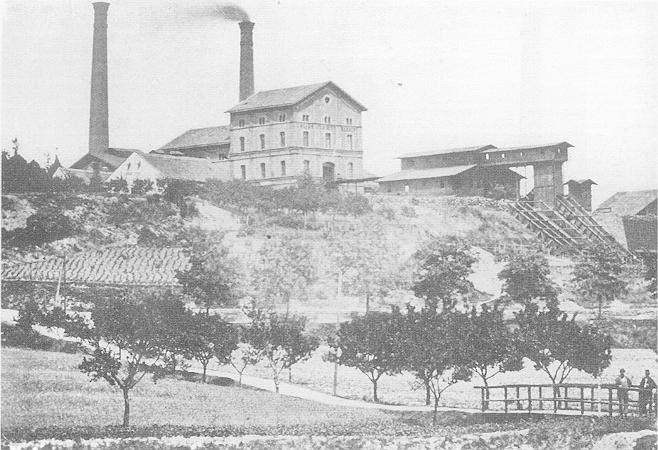
Důl Julius v roce 1888

Nad jámou byla v letech 1870–1877 postavena jámová budova centrálního typu. Symetrický objekt ve tvaru písmene velké T s dominantní čtyřpatrovou zděnou těžní věží (zároveň těžní budova) a nižšími postranními křídly. Ve strojovně byl instalován parní těžní stroj se zdvojenými bobinovými bubny, který dodala firma G. Siegl z Vídeňského Nového Města. V roce 1902 byla provedena celková rekonstrukce dolu. Bylo zbouráno čtvrté a třetí patro těžní budovy a do takto snížené a upravené budovy byla vložena ocelová kozlíková těžní věž anglického typu (Tomsonův kozlík). Jednalo se o příhradovou ocelovou konstrukci, která se skládala z podpěr (svislé zatížení) a vzpěr postavených ve směru těžního stroje (k převzetí horizontální síly). Lanovnice byly umístěny přibližně v průsečíku podpěr a vzpěr. Celková výška těžní věže byla 25,7 m. Byl instalován nový výkonný ležatý dvouválcový parní těžní stroj s ventilovým rozvodem Kraft-Lenz, vyrobený První brněnskou strojírnou. Průměr parních válců byl 750 mm a zdvih 1400 mm. Průměr těžních lanových bubnů byl 4600 mm a šířka 1330 mm. Rychlost jízdy byla 11 m/s. Těžní klece byly dvouetážové pro dva vozíky vedle sebe. V roce 1923 byla provedena generální oprava parního stroje. V roce 1952 byl parní stroj nahrazen elektrickým asynchronním motorem o výkonu 350 kW/6000 V. Elektromotor byl vyroben v ČKD Praha a převodová skříň ve Vítkovických železárnách Klementa Gottwalda v Ostravě. Fragmenty parního stroje jsou umístěny v Technickém muzeu v Brně a v Muzeu hornictví a energetiky Rosicko-Oslavanska v Oslavanech.

### Čerpání vody
Od počátku své existence musely být zvládány velké přítoky důlní vody. Pro její zmáhání byly instalovány parní čerpací stroje s výkonem čerpání 15 m³ za minutu. Později byly tyto parní stroje elektrifikovány. V roce 1900 bylo zatopeno průvalem vod 2. patro v hloubce 345 m a 3. patro v hloubce 429 m. Provoz byl obnoven až v roce 1901. Další zatopení dolu hrozilo na konci druhé světové války. Po leteckém bombardování (25. dubna 1945) byl vyřazen přívod elektrického proudu na důl Julius a tím vyřazena důlní čerpadla z provozu. V okolí dolu probíhaly urputné boje, kdy německou dělostřeleckou palbou byly zničeny dílny a rozvodna a tím byl přerušen přívod elektřiny. Zahájení čerpání mohlo být uskutečněno až po ústupu německé armády (8. května 1945) a ukončení bojů. V prosinci 1945 byla důlní voda odčerpána natolik, že mohla být zahájená těžba uhlí, která byla přerušena požárem na třídírně. Dne 17. ledna 1946 byla obnovena těžba uhlí. Po ukončení těžby jámou v roce 1967 sloužil důl Julius do roku 1991 jako vtažná jáma a k odčerpávání důlní vody.  

### Kotelna

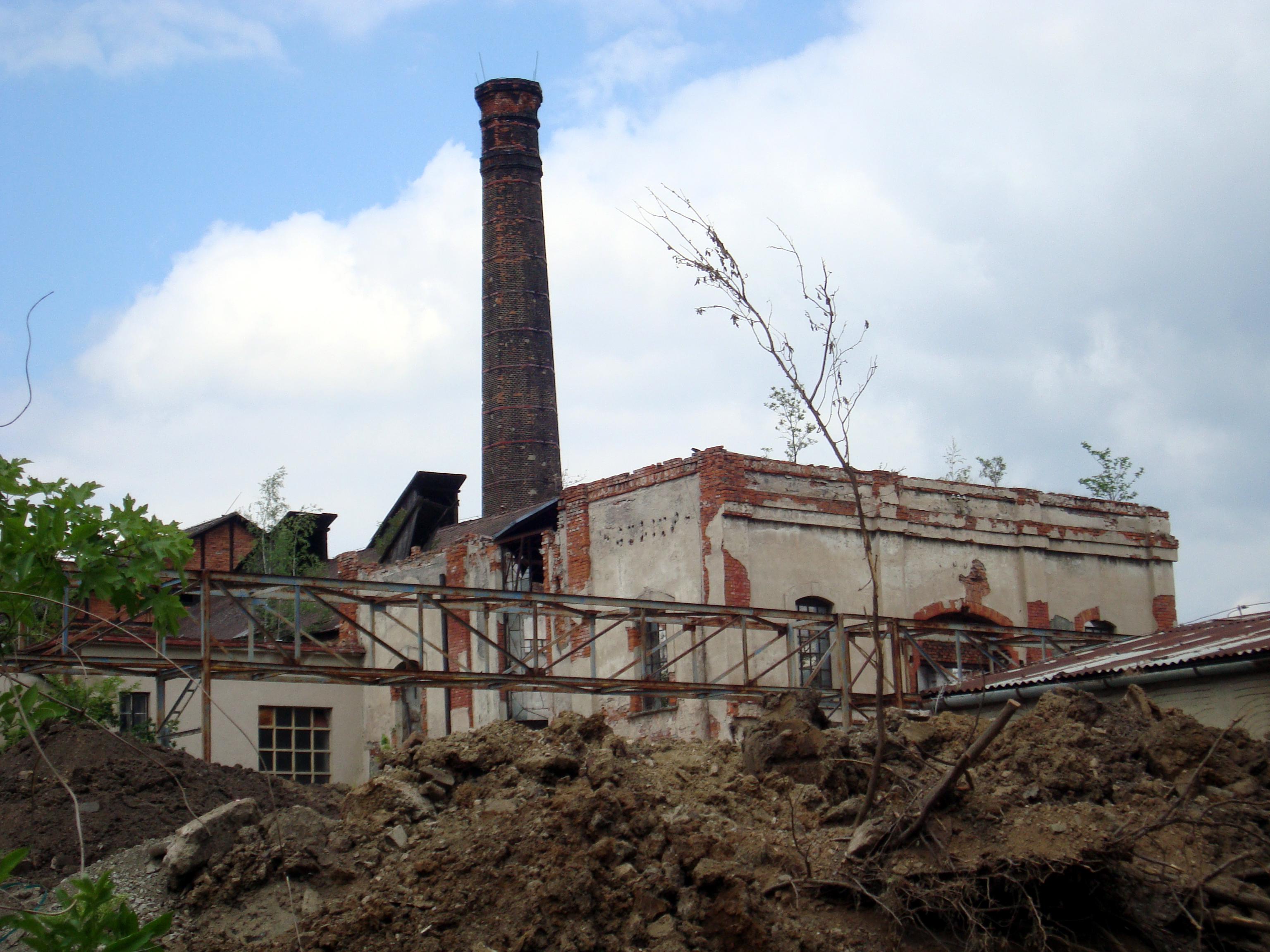
Důl Julius v roce 2012

Páru v roce 1902 dodávala kotelna s výhřevnou plochou 1040 m², tlak páry dosahoval 10,1 atm (1,01 MPa). Komín dolu Julius byl postaven v roce 1880. Byl polygonální o výšce 36 m, v horní části měl průměr 1,70 m, v patě komínu 4,80 m. Dne 28. ledna 2013 byl komín jako poslední objekt dolu Julius odstřelen.

### Třídírna
K nakládce uhlí bylo využito rozdílné výšky – úrovně jámy (horní nádvoří) a železniční vlečky (dolní nádvoří). Z horního nádvoří vedl most nad železniční vlečku. Vytěžené uhlí bylo možné sypat shora do vagonů. V roce 1910 byla postavena nová třídírna a uhelné prádlo systém Baum (Baumanova sazečka). Uhelný prach byl dodáván do briketárny. Uhlí z dolu Ferdinand bylo dopravováno nově postavenou lanovou dráhou do třídírny dolu Julius a naopak na důl Ferdinand (odval) byla odvážena hlušina, výpěrky z prádla a struska z kotelny. V roce 1932 dodaly Vítkovické železárny pneumatické prádlo systém Gröppel, které navazovalo na systém Baum. Výkon jedné pneumatické sazečky byl 7 t/hodinu (síta byla konstruována pro zrno v rozsahu 0,5–6 mm). Třídírnu zachvátil dne 19. prosince 1945 rozsáhlý požár, který také zničil uhelné prádlo a stanici lanové dráhy. V roce 1958 byl ukončen provoz třídírny. Vytěžené uhlí bylo nakládáno do železničních vagonů a převáženo na třídírnu dolu Jindřich. V letech 1970–1972 byla provedena likvidace třídírny, prádla a lanové dráhy na důl Ferdinand.

### Briketárna
Pro zpracování uhelného prachu byla v roce 1891 zavedena výroba briket. Do provozu byly uvedeny dva briketovací lisy na výrobu briket vejčitého tvaru, tzv. bulek. Uhelný prach byl z prádla čerpán do usazovacích nádrží. Suchý substrát byl míchán s pryskyřicí (6 % pryskyřice). Ročně se vyrobilo na 5500 tun briket. V roce 1959 byla výroba briket zastavena z důvodů zastaralého technického zařízení a zhoršující se kvality uhlí.

## Údaje o dolu Julius
| Název                | Funkce      | Založení  | Hloubka [m] | Těžba                   | Likvidace  | Dobývací pole [ha] | Poznámky                                 | Zdroj  |
| -------------------- | ----------- | --------- | ----------- | ----------------------- | ---------- | ------------------ | ---------------------------------------- | ------ |
| Julius               | těžní       | 1870      | 795,2       | 1877–1991               | 1992       |                    | těžba pomocí slepé jámy z hloubky 1030 m | [ 11 ] |
| Gegentrum/Protilehlá |             | 1813 1889 |             | 1813–1814 obnoveno 1889 | 1814       |                    | připojen k dolu Julius v roce 1889       | [ 11 ] |
| Herring              | jáma        | 1852      | 63          | 1856–1877               | 1877, 1992 |                    | připojen k dolu Julius v roce 1877       | [ 11 ] |
| Herring              | úpadní jáma |           |             | 1950–1952               | 1952       |                    |                                          | [ 11 ] |

### Hloubka pater jámy Julius
| Patro       | 1.  | 2.  | 3.  | 4.  | 5.  | 6.  | 7.  | 8.  | Zdroj |
| ----------- | --- | --- | --- | --- | --- | --- | --- | --- | ----- |
| Hloubka [m] | 258 | 345 | 429 | 489 | 550 | 630 | 710 | 790 | [ 8 ] |

|             | Slepá jáma Julius | Slepá jáma Julius | Slepá jáma Ferdinand | Slepá jáma Ferdinand | Slepá jáma Ferdinand | Slepá jáma Ferdinand | Zdroj  |
| ----------- | ----------------- | ----------------- | -------------------- | -------------------- | -------------------- | -------------------- | ------ |
| Patro       | 8.                | 9.                | 9.                   | 10.                  | 11.                  | 12.                  | [ 12 ] |
| Hloubka [m] | 790               | 870               | 870                  | 950                  | 1030                 | 1102,187             | [ 12 ] |

### Doprava
V roce 1877 byla zprovozněna železniční vlečka ze stanice Boží Požehnání k dolu Julius o délce 0,63 km. Vlečka byla zrušena roku 1992.
V roce 1906 byla na dole Julius uvedena do provozu první lokomotiva, později (asi v roce 1913) dvě benzolové. Rozchod kolejí byl 628 mm. Po ukončení druhé světové války byla zaváděná pásová doprava. Používaly se gumové pasové dopravníky typu TP 400 a TP 800.
V roce 1902 byla postavena lanová dráha pro dopravu hlušiny na tzv. Červený vrch (Červený kopec). V roce 1910 byla uvedena do provozu visutá lanová dráha mezi doly Julius a Ferdinand.

#### Lanová dráha
| Lanová dráha               | Délka [km] | Vznik    | Ukončení provozu | Likvidace | Výrobce                         | Poznámka                | Zdroj  |
| -------------------------- | ---------- | -------- | ---------------- | --------- | ------------------------------- | ----------------------- | ------ |
| Důl Julius – důl Ferdinand | 1,353      | 1910     | 1967             | 1972      | Adolf Bleichert a spol., Lipsko |                         | [ 15 ] |
| Důl Julius – Červený vrch  | 0,664      | asi 1902 | 1917             | 1917      |                                 | tzv. kyvná lanová dráha | [ 15 ] |

V roce 1889 byl k ní připojen důl Gegentrumm. V roce 1934 bylo důlní pole Ferdinand připojeno k dolu Julius. 

### Důlní nehody na dole Julius
| Datum                                                            | SÚ | JÚ | Σ  | Příčina                            |
| ---------------------------------------------------------------- | -- | -- | -- | ---------------------------------- |
| 1881                                                             | 2  | 11 | 13 | exploze metanu a uhelného prachu   |
| 1885                                                             | ?  | ?  |    | exploze (?uhelný prach, metan?)    |
| 1895                                                             | 10 |    | 10 | exploze                            |
| 1899                                                             | 0  |    | 0  | endogenní požár                    |
| 1899                                                             | 0  |    | 0  | průval vod, zatopení 2. a 3. patra |
| 1900                                                             | 0  |    | 0  | průval vod, zatopení 3. a 4. patra |
| 6. 4. 1945                                                       | 0  |    | 0  | zatopení dolu, bombardování        |
| Vysvětlivky: SÚ = smrtelný úraz, JÚ = jiný úraz Σ = Celkem Zdroj |    |    |    |                                    |

V roce 1905 na dole Julius vznikla báňská záchranná služba a po roce 1945 závodní báňská záchranná služba (ZBZS) s profesionálním pracovníkem, kterým byl mechanik. Dobrovolný záchranný sbor byl složen z havířů, techniků a odborníků všech profesí. Četa se skládala z šesti mužů a sloužila v době pracovního volna na vlastním dole. Po roce 1973 byla v provozu pro Rosické uhelné doly (RUD) obvodní báňská záchranná stanice na dole Jindřich ve Zbýšově.